# Mohcine El Kouraji
Mohcine El Kouraji (ou Mohcine Al Kouraji), né le 1er décembre 1997 à Marrakech, est un coureur cycliste marocain.

## Biographie
Né à Marrakech, Mohcine El Kouraji commence le cyclisme à l'âge de 14 ans. Champion du Maroc du contre-la-montre juniors en 2015, il effectue ensuite un stage au Centre mondial du cyclisme, et termine notamment 15e du Tour de l'Abitibi. En fin de saison, il participe aux championnats du monde de Richmond, aux États-Unis.
En février 2016, il crée la surprise lors des championnats d'Afrique sur piste en remportant, pour sa première participation et à seulement 18 ans, trois médailles d'or (poursuite individuelle, poursuite par équipes et scratch). Début avril, il continue d'impressionner en terminant huitième du Tour du Maroc au milieu de plusieurs coureurs européens. Fin septembre, il remporte le Tour de Côte d'Ivoire devant son coéquipier El Mehdi Chokri. 
En 2017, il rejoint l'UC Orléans, avec lequel il obtient diverses places d'honneur chez les amateurs français. Il est également sélectionné en équipe nationale pour disputer le Tour de l'Avenir, puis le championnat du monde espoirs. L'année suivante, il prend la troisième place du Tour de l'Espoir, manche inaugurale de la Coupe des Nations U23. Sur piste, il remporte trois médailles aux championnats d’Afrique : deux en argent, en poursuite individuelle et par équipes, et une en bronze, dans la vitesse par équipes. 
En 2019, il devient vice-champion du Maroc du contre-la-montre. Sous les couleurs de l'équipe nationale, il termine huitième du Tour de Mevlana et dixième du Tour d'Anatolie Centrale, en Turquie. Il rejoint la nouvelle équipe continentale marocaine Sidi Ali en 2020.

## Palmarès sur route

### Par année
- 2013
  -  Médaillé de bronze du championnat arabe du contre-la-montre cadets
- 2014
  -  Médaillé d'argent du contre-la-montre par équipes des Jeux africains de la jeunesse de 2014
- 2015
  -  Champion du Maroc du contre-la-montre juniors
  -  Champion arabe du contre-la-montre par équipes juniors (avec El Mehdi Chokri, Mouhcine Nechnach et Houcine Mesbahi)[6]
  -  Médaillé d'argent du championnat d'Afrique du contre-la-montre par équipes juniors
  -  Médaillé d'argent du championnat arabe du contre-la-montre juniors[7]
- 2016
  -  Champion du Maroc du contre-la-montre espoirs
  - Classement général du Tour de Côte d'Ivoire
  - 2e du championnat du Maroc sur route espoirs
  - 3e du Challenge du Prince - Trophée de l'anniversaire
  - 3e du Challenge du Prince - Trophée de la maison royale
  - 3e du championnat du Maroc du contre-la-montre
- 2018
  - 3e du Tour de l'Espoir
- 2019
  - 2e du championnat du Maroc du contre-la-montre espoirs
  - 2e du championnat du Maroc du contre-la-montre
- 2021
  - 7e étape du Tour du Faso (contre-la-montre par équipes)
- 2022
  -  Champion du Maroc du contre-la-montre
- 2023
  -  Médaillé d'or du contre-la-montre des Jeux panarabes
  -  Médaillé d'or du contre-la-montre par équipes des Jeux panarabes
  -  Médaillé d'or au championnat arabe du contre-la-montre par équipes
  -  Médaillé d'or au championnat arabe du contre-la-montre
  - Tour du Cameroun
  - Grand Prix d'Ongola
  - 3e du Grand Prix Boukraa
- 2024
  - Tour du Faso : 
    - Classement général
    - 1reet 5e étapes

  - 2e du championnat du Maroc du contre-la-montre
- 2025
  -  Champion du Maroc du contre-la-montre

### Classements mondiaux
| Année                                 | 2016 | 2017 | 2018  | 2019 | 2020  | 2021 | 2022  | 2023 | 2024 |
| ------------------------------------- | ---- | ---- | ----- | ---- | ----- | ---- | ----- | ---- | ---- |
| Classement mondial                    | 517e | nc   | 1268e | 997e | 1315e | 652e | 1041e | 462e | 711e |
| UCI Africa Tour                       | 17e  | nc   | 63e   | 50e  | 51e   | 24e  | 52e   | 14e  | 39e  |
|                                       |      |      |       |      |       |      |       |      |      |
| Légende : nc = non classéSource : UCI |      |      |       |      |       |      |       |      |      |

## Palmarès sur piste

### Championnats d'Afrique
- Casablanca 2016
  -  Champion d'Afrique de poursuite individuelle
  -  Champion d'Afrique de poursuite par équipes (avec Abderrahim Aouida, Soufiane Sahbaoui et El Mehdi Chokri)
  -  Champion d'Afrique du scratch
- Casablanca 2018
  -  Médaillé d'argent de la poursuite individuelle
  -  Médaillé d'argent de la poursuite par équipes
  -  Médaillé de bronze de la vitesse par équipes
- Le Caire 2021
  -  Médaillé d'argent de la course aux points
  -  Médaillé de bronze de la poursuite individuelle
  -  Médaillé de bronze de la poursuite par équipes (avec El Houçaine Sabbahi, Achraf Ed-Doghmy et Lahcen El Mejdoubi)
- Abuja 2022
  -  Médaillé d'argent de la poursuite par équipes
  -  Médaillé de bronze de la poursuite individuelle